# キクイタダキ属
キクイタダキ属（キクイタダキぞく、学名 Regulus）は、鳥類スズメ目キクイタダキ科 Regulidae の唯一の属である。
ユーラシアと北米に生息する。

## 系統と分類
従来ウグイス上科 Sylvioidea やウグイス科 Sylviidae に含められてきたが、単独で上科相当の孤立した系統をなす。

## 種
現生種は国際鳥類学会議 (IOC)より。現生6種、絶滅1種。
- Regulus ignicapillus, Common Firecrest, マミジロキクイタダキ
- Regulus goodfellowi, Flamecrest, ニイタカキクイタダキ
- Regulus regulus, Goldcrest, キクイタダキ （R. teneriffae を含む）
- Regulus madeirensis, Madeira Firecrest
- Regulus satrapa, Golden-crowned Kinglet, アメリカキクイタダキ
- Regulus calendula, Ruby-crowned Kinglet, ルビーキクイタダキ
- †Regulus bulgaricus